# Карина Кросс
Кари́на Кросс (также Kara Kross; настоящее имя — Карина Вадимовна Лазарьянц; род. 25 октября 1992, Москва) — российский видеоблогер, телеведущая, певица и актриса. Основательница компании Kross Cosmetic.

## Биография
Родилась 25 октября 1992 года в Москве в армяно-еврейской семье. Родители Вадим Лазарьянц и Екатерина Галдина. Отец Вадим Лазарьянц — армянин, юрист и предприниматель, а мама Екатерина Галдина — еврейка, тренер по конному спорту.
Интересы у девочки были самые разносторонние. Она ходила в театральный кружок, занималась конным спортом; получила 2 взрослый разряд по боксу, но последний пришлось в 15 лет бросить из-за травмы.
Ещё в подростковом возрасте начала пробовать себя в качестве модели — дефилировала на подиуме, снималась для рекламы. Подрабатывала при этом и расклейкой листовок.
По окончании 11 классов школы поступала в щукинское училище, но попасть удалось только на платное отделение, поэтому пришлось пойти на актёрский факультет московского филиала ЯГТИ (Ярославского государственного театрального института).
В студенческие годы продолжила работать моделью, а также постоянно записывалась на всевозможные телекастинги. Например, в мае 2012 года её можно было увидеть на телеканале «Россия-1» в ток-шоу «Профилактика», где она проходила кастинг на роль соведущей, в 2015 году на Первом канале в качестве невесты на передаче «Давай поженимся!».
Актёрскую карьеру начала с эпизодов в телесериалах «Интерны» и «Универ» (ТНТ), в титрах её имя не фигурировало.
В 2016 году под псевдонимом Карина Кросс начала вести блог в «Инстаграме», где специализировалась на вайнах (коротких видеоскетчах). Именно «Инстаграм» и принесёт ей славу.

Поняв, что на телике она себя не найдет, девушка решила попробовать продвинуться в соцсетях. В 2016 году Карина и её знакомый по шоу «Comedy Баттл» Гарик Акопян образовали дуэт ведущих — Double Joy. Именно с ним Карина начала записывать для инстаграма короткие забавные скетчи про отношения, измены, ревность, женские проблемы и прочие злободневные штучки. Количество подписчиков быстро росло. Поняв, что нашла золотую жилу, Карина начала выкладывать видео все чаще, связывалась с другими начинающими блогерами и снимала ролики с ними.
 — Из биографии Карины Кросс на сайте Srsly

В 2017 году (уже под именем Карина Кросс) принимала участие в кулинарном шоу «Званый ужин» на РЕН ТВ.
30 мая 2018 года открыла канал на видеохостинге «YouTube». В январе 2019 года попала в новостные сводки, когда с рэпером DAVA перекрыла Новый Арбат ради съёмок клипа на совместную песню «BOOOM». Они получили 10 суток административного ареста за «организацию массового одновременного пребывания и (или) передвижения граждан в общественных местах, повлекших нарушение общественного порядка» (статья 20.2.2 КоАП).
В 2020 году Карина запустила на «YouTube» собственный молодёжный комедийный веб-сериал под названием «Бездатая жизнь».
В 2022 году снялась в фильме «Любовники».
В феврале 2022 года стала участницей второго сезона шоу «Звёзды в Африке» на ТНТ. В марте 2022 года вошла в состав жюри программы «Талант Шоу» на телеканале «Пятница!». В сентябре 2022 года стала участницей третьего сезона шоу «Звёзды в Африке. Битва сезонов» на ТНТ, в котором стала одной из финалистов и в итоге заняла 2-е место.
В октябре 2022 года стала участницей шоу «Маска. Танцы» и 11 декабря из-за травмы ноги выбыла из полуфинала шоу, где выступала в маске Лягушки. В ноябре 2022 года стала участницей шоу «Наследники и самозванцы» на ТВ-3, но во втором выпуске покинула проект по состоянию здоровья.
На YouTube-канале «BUBBLEGUNSHOW» стала вести с Романом Каграмановым развлекательное шоу «Кто твой подписчик?», через год, как и все проекты этого канала, переехавшее на ВК Видео. А через год стала вести развлекательное шоу с блогерами «ТОП» с Янгером и «Самый умный подписчик» и шоу «Бывшие» с Гурамом Амаряном на той же платформе.
С 2023 года — ведущая подкаста «Неформат» совместно с Антоном Лаврентьевым и Валей Карнавал в журнале «Подкаст. Лаб» на Первом канале.

## Дискография

### Альбом
| Название            | Информация                                                                |
| ------------------- | ------------------------------------------------------------------------- |
| «Чёртово колесо-EP» | - Релиз: 7 апреля 2023 - Лейбл: VK Records - Формат: цифровая дистрибуция |

### Синглы
| Год  | Название                              | Чарты                           | Чарты                 | Чарты                   | Примечания                      |
| Год  | Название                              | СНГ                             | СНГ                   | СНГ                     | Примечания                      |
| Год  | Название                              | TopHit Top Radio & YouTube Hits | TopHit Top Radio Hits | TopHit Top YouTube Hits | Примечания                      |
| ---- | ------------------------------------- | ------------------------------- | --------------------- | ----------------------- | ------------------------------- |
| 2018 | «Внутри» (совм. с DAVA)               |                                 |                       |                         | цифровой сингл, 4 дек. 2018     |
| 2019 | «BOOOM» (DAVA feat. KARA KROSS)       |                                 |                       |                         | цифровой сингл, 16 янв. 2019    |
| 2019 | «Самого самого»                       |                                 |                       |                         | цифровой сингл, 11 февраля 2019 |
| 2019 | «Холодный кипяток»                    |                                 |                       |                         | цифровой сингл, 14 мая. 2019    |
| 2019 | «Не враг»                             |                                 |                       |                         | цифровой сингл, 16 июля 2019    |
| 2019 | «Блогинг»                             |                                 |                       |                         | цифровой сингл, 22 ноя. 2019    |
| 2019 | «ТикиТок»                             |                                 |                       |                         | цифровой сингл, 17 дек. 2019    |
| 2020 | «Country Dancer»                      |                                 |                       |                         | цифровой сингл, 9 июн. 2019     |
| 2020 | «Не смогу» (совм. с VERBEE)           | 82                              | 103                   | 60                      | цифровой сингл, 10 авг. 2020    |
| 2020 | «Поколение»                           |                                 |                       | 26                      | цифровой сингл, 1 дек. 2020     |
| 2020 | «Kross Cosmetic»                      |                                 |                       |                         | цифровой сингл, 19 дек. 2020    |
| 2021 | «Просто Друг»                         |                                 |                       |                         | цифровой сингл, 10 фев. 2021    |
| 2021 | «Тусы»                                |                                 |                       |                         | цифровой сингл, 10 фев. 2021    |
| 2021 | «Время утекай» (совм. с Мумий Тролль) |                                 |                       |                         | цифровой сингл, 30 июл. 2021    |
| 2022 | «Пора повзрослеть»                    |                                 |                       |                         | цифровой сингл, 17 июн. 2022    |
| 2023 | «Истерика»                            |                                 |                       |                         | цифровой сингл, 24 мар. 2023    |
| 2023 | «Апатия»                              |                                 |                       |                         | цифровой сингл, 31 мар. 2023    |
| 2023 | «Привыкни к аппарату» (совм. с TATAR) |                                 |                       |                         | цифровой сингл, 25 авг. 2023    |
| 2023 | «Плохая привычка»                     |                                 |                       |                         | цифровой сингл, 9 ноя. 2023     |
| 2024 | «Оставь её»                           |                                 |                       |                         | цифровой сингл, 2 февраля 2024  |
| 2024 | «Стекло» (совм. с Kagramanov)         |                                 |                       |                         | цифровой сингл, 24 мая 2024     |

## Видеография
- «Самого самого» (2019)
- «Холодный кипяток» (2019)
- «Country Dancer» (2020)
- «Баленсиага» (feat. Caramel) (2020)
- «Не смогу» (VERBEE & KARA KROSS) (2020)
- «Поколение» (2020)
- «Тусы» (2021)
- «Утекай» (KARA KROSS & Мумий Тролль) (2021)
- «Пора повзрослеть» (2022)

#### Музыкальные клипы с участием Карины Кросс
- DAVA — «XXX»
- Анна Боронина — «Васаби» и «Королева караоке»;
- Loboda feat. Pharaoh — «Boom Boom»;
- Ольга Бузова — «Заплачу»;
- Клава Кока — «Замуж».

## Премии и номинации
| Год  | Премия              | Категория          | Номинант         | Результат | Ист.   |
| ---- | ------------------- | ------------------ | ---------------- | --------- | ------ |
| 2019 | Best Blogger Awards | Самый смешной блог | Карина Лазарьянц | Победа    | [ 35 ] |
| 2020 | Жара Music Awards   | Блогер года        | Карина Кросс     | Победа    | [ 36 ] |

## Рейтинги
- Самые популярные тиктокеры России — 6 место[37].